# Labourdonnaisia madagascariensis
Labourdonnaisia madagascariensis là một loài thực vật có hoa trong họ Hồng xiêm. Loài này được Pierre ex Baill. mô tả khoa học đầu tiên năm 1891.